# Lou Diamond Phillips
Lou Diamond Phillips, nato Lou Diamond Upchurch (Baia di Subic, 17 febbraio 1962), è un attore statunitense.

## Biografia
Nasce nella base della marina statunitense di Baia di Subic, nelle Filippine, il 17 febbraio del 1962, figlio di Gerald Amon Upchurch, un ufficiale statunitense di origini nordirlandesi e cherokee, e di Lucita Umayam Aranas, una casalinga filippina. Dopo la morte del padre nel 1963, adottò legalmente il nome del patrigno, George Phillips, anch'egli ufficiale della marina. Cresce in Texas, dove si diploma al Flour Bluff High School di Corpus Christi nel 1980 ed ottiene un BFA in arti drammatiche all'Università del Texas ad Arlington nel 1985.
Debutta nel 1986 al cinema in Trespasses, un film a basso costo, ed è coprotagonista in una puntata della terza stagione di Miami Vice, ma la popolarità arriva l'anno seguente con il ruolo da protagonista in La Bamba, dove interpreta il rocker Ritchie Valens. Altro ruolo degno di nota degli anni seguenti è quello che ottiene nel western Young Guns - Giovani pistole e nel suo sequel Young Guns II - La leggenda di Billy the Kid, al fianco di Emilio Estevez e Kiefer Sutherland.
Nel 1989 partecipa al video del singolo Liberian Girl di Michael Jackson, insieme a numerose altre celebrità hollywoodiane. Nel 1996 Phillips debutta a Broadway nel ruolo del protagonista nell'adattamento teatrale di Il re ed io. Grazie alla sua interpretazione vince un Theatre World Award e viene nominato anche ai Tony Award ed ai Drama Desk Award. Nel 1998 interpreta il ruolo di Cisco, la controparte del protagonista Melvin Smiley (interpretato da Mark Wahlberg) nella pellicola Il grande colpo.
Nel 2007 Phillips prende parte al musical Camelot nel ruolo di Re Artù. Nello stesso anno prende parte anche alla popolare serie televisiva 24. Nel 2010 appare nel video del singolo Radioactive degli Imagine Dragons. Dal 2005 al 2010 Phillips ha preso parte anche alla serie TV Numb3rs nel ruolo dell'agente Ian Edgerton, e ha partecipato in diverse puntate al telefilm di fantascienza Stargate Universe nel ruolo del colonnello David Telford. Nel 2011 partecipa a un episodio della quarta stagione di Chuck nella parte del boss criminale Augusto Gaez.

### Vita privata
Lou Diamond Phillips è stato sposato dal 1987 al 1990 con l'aiuto regista Julie Cypher. In seguito il suo nome è stato sentimentalmente associato a quello di Melissa Etheridge e di Jennifer Tilly. Solo in seguito si sposerà di nuovo con la modella Kelly Preston (da non confondere con l'attrice dallo stesso nome moglie di John Travolta) da cui ha tre figlie. Dopo aver divorziato nel 2006, l'attore si è risposato nel 2007 con l'attrice Yvonne Marie Boismier, dalla quale nell'ottobre dello stesso anno ha avuto una figlia.
L'11 agosto 2006, Lou Diamond Phillips è stato denunciato dalla moglie per violenza domestica. La corte si è espressa a suo sfavore, condannandolo a 200 ore di servizio per la comunità.

#### Attivismo

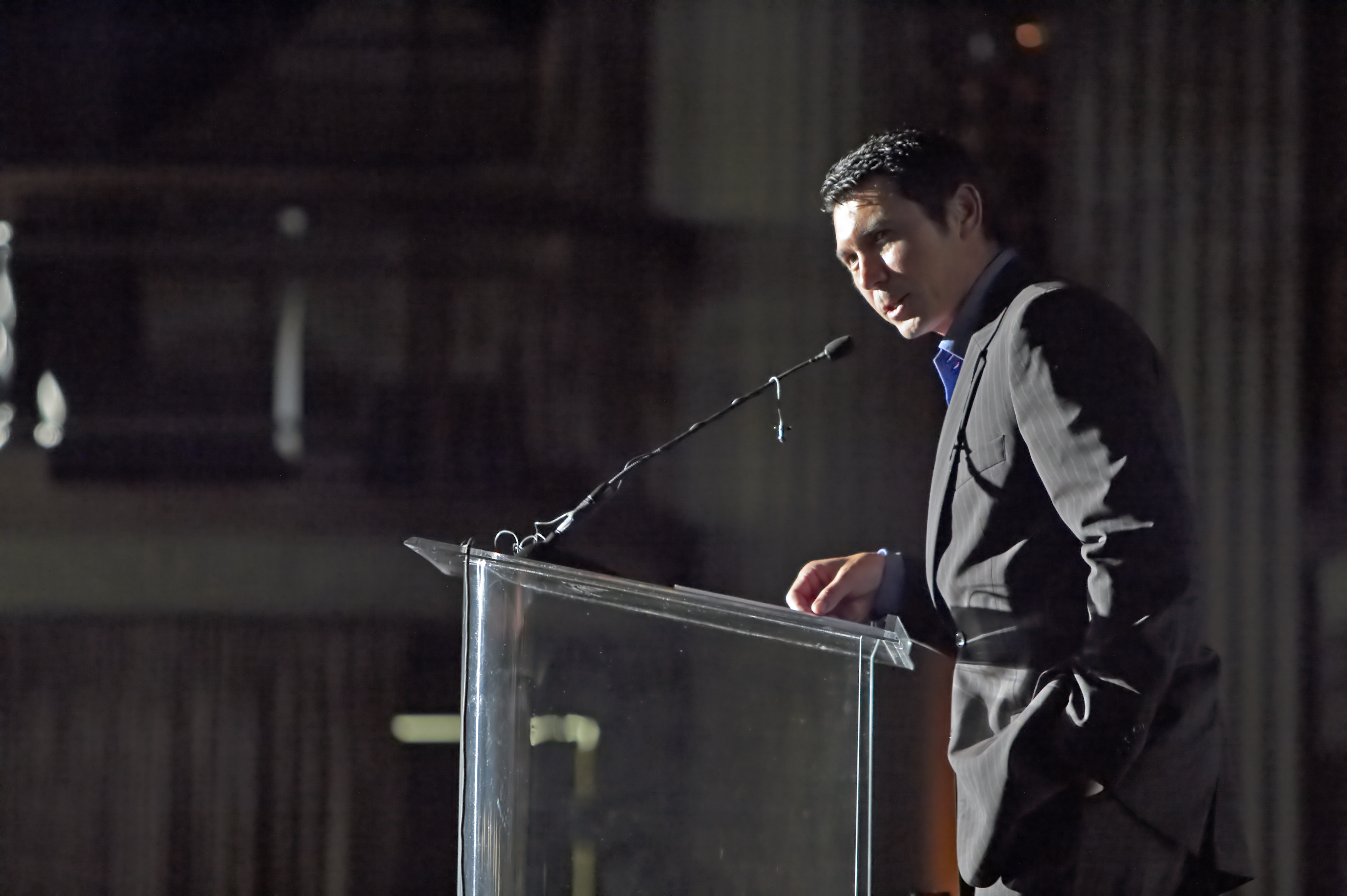
Lou Diamond Phillips parla ai filippini all'American Library Spirit Awards con cena di gala, Los Angeles, California nell'ottobre 2006

Phillips è anche un attivista per il riconoscimento della legge HR 4574, relativo all'atto di equità dei veterani filippini, una legislazione che onorerebbe il servizio dei veterani filippini della seconda guerra mondiale, garantendo loro gli stessi benefici che adesso sono concessi agli altri veterani americani.

## Filmografia

### Attore

#### Cinema
- Interface, regia di Andy Anderson (1984)
- Trespasses, regia di Loren Bivens e Adam Roarke (1987)
- La Bamba, regia di Luis Valdez (1987)
- La forza della volontà (Stand and Deliver), regia di Ramon Menéndez (1988)
- Young Guns - Giovani pistole (Young Guns), regia di Christopher Cain (1988)
- Ragazzo chiamato Dakota (Dakota), regia di Fred Holmes (1988)
- Crimine disorganizzato (Disorganized Crime), regia di Jim Kouf (1989)
- Faccia di rame (Renegades), regia di Jack Sholder (1989)
- Pentagram, regia di Robert Resnikoff (1990)
- Prova di forza (A Show of Force), regia di Bruno Barreto (1990)
- Il soffio del diavolo (Demon Wind), regia di Charles Philip Moore (1990)
- Young Guns II - La leggenda di Billy the Kid (Young Guns II), regia di Geoff Murphy (1990)
- Arduous Moon, regia di Julie Cypher – cortometraggio (1990)
- Harley, regia di Fred Holmes (1991)
- Ambition, regia di Scott D. Goldstein (1991)
- La collina del demonio (The Dark Wind), regia di Errol Morris (1991)
- L'ombra del lupo (Shadow of the Wolf), regia di Jacques Dorfmann e Pierre Magny (1992)
- Squadra investigativa speciale S.I.S. giustizia sommaria (Extreme Justice), regia di Mark L. Lester (1993)
- Dangerous Touch, regia di Lou Diamond Phillips (1994)
- Due ragazze un tatuaggio e l'Fbi (Teresa's Tattoo), regia di Julie Cypher (1994)
- Sioux City, regia di Lou Diamond Phillips (1994)
- Boulevard, regia di Penelope Buitenhuis (1994)
- Il coraggio della verità (Courage Under Fire), regia di Edward Zwick (1996)
- Il grande colpo (The Big Hit), regia di Kirk Wong (1998)
- Un altro giorno in paradiso (Another Day in Paradise), regia di Larry Clark (1998)
- Bangkok, senza ritorno (Brokedown Palace), regia di Jonathan Kaplan (1999)
- Bats, regia di Louis Morneau (1999)
- Supernova, regia di Walter Hill (2000)
- Ho solo fatto a pezzi mia moglie (Picking Up the Pieces), regia di Alfonso Arau (2000)
- Un gran giorno per morire (A Better Way to Die), regia di Scott Wiper (2000)
- Knight Club, regia di Russell Gannon (2001)
- Route 666, regia di William Wesley (2001)
- Lone Hero, regia di Ken Sanzel (2002)
- Malevolent, regia di John Terlesky (2002)
- Crime Party (Stark Raving Mad), regia di Drew Daywalt e David Schneider (2002)
- Red Water - Terrore sott'acqua (Red Water), regia di Charles Robert Carner (2003)
- Absolon - Virus mortale (Absolon), regia di David De Bartolome (2003)
- Hollywood Homicide, regia di Ron Shelton (2003)
- El Cortez, regia di Stephen Purvis (2006)
- Innocenti presenze (Fingerprints), regia di Harry Basil (2006)
- Striking Range, regia di Daniel Millican (2006)
- The Bet, regia di Michael Dunn – cortometraggio (2007)
- Death Toll, regia di Phenomenon (2008)
- Never Forget, regia di Leo Scherman (2008)
- Che - Guerriglia (Guerrilla), regia di Steven Soderbergh (2008)
- Transparency, regia di Raul Inglis (2010)
- The Invited, regia di Ryan McKinney (2010)
- Filly Brown, regia di Youssef Delara e Michael D. Olmos (2012)
- Lucy in the Sky with Diamond, regia di Joey Boukadakis – cortometraggio (2012)
- Sanitarium, regia di Bryan Ortiz, Bryan Ramirez e Kerry Valderrama (2013)
- Sequoia, regia di Andy Landen (2014)
- The Wisdom to Know the Difference, regia di Daniel Baldwin (2014)
- The 33, regia di Patricia Riggen (2015)
- Sky, regia di Fabienne Berthaud (2015)
- Tao of Surfing, regia di Lou Diamond Phillips (2016)
- Created Equal, regia di Bill Duke (2017)
- Quest, regia di Santiago Rizzo (2017)
- The Last Train, regia di Tracy Pellegrino (2017)
- Avenge the Crows, regia di Nathan Gabaeff (2017)
- Un poliziotto e mezzo - Nuova recluta (Cop and a Half 2: New Recruit), regia di Jonathan A. Rosenbaum (2017)
- Urban Country, regia di Teddy Smith (2018)
- Big Kill, regia di Scott Martin (2019)
- Adverse, regia di Brian A. Metcalf (2020)
- Easter Sunday, regia di Jay Chandrasekhar (2022)
- Werewolves, regia di Matthew Kennedy (2024)

#### Televisione
- Colpo doppio (Time Bomb), regia di Paul Krasny – film TV (1984)
- Dallas – serie TV, episodio 9x02 (1985)
- Miami Vice – serie TV, episodio 3x19 (1987)
- The Three Kings, regia di Mel Damski – film TV (1987)
- The General Motors Playwrights Theater – serie TV, episodio 2x03 (1991)
- Wind in the Wire, regia di Jim Shea – film TV (1993)
- I racconti della cripta (Tales from the Crypt) – serie TV, episodio 5x11 (1993)
- Override, regia di Danny Glover – film TV (1994)
- Doppia seduzione (Hourglass), regia di C. Thomas Howell – film TV (1995)
- The Wharf Rat, regia di Jimmy Huston – film TV (1995)
- Preso in trappola (Undertow), regia di Eric Red – film TV (1996)
- Oltre i limiti (The Outer Limits) – serie TV, episodio 4x10 (1998)
- Spin City – serie TV, episodio 3x07 (1998)
- In a Class of His Own, regia di Robert Munic – film TV (1999)
- Il gioco dell'impiccato (Hangman), regia di Ken Girotti – film TV (2001)
- Night Visions – serie TV, episodio 1x02 (2001)
- 24 – serie TV, episodi 1x20-1x21 (2002)
- Wolf Lake – serie TV, 10 episodi (2001-2002)
- Resurrection Blvd. – serie TV, episodi 3x05-3x13 (2002)
- The Twilight Zone – serie TV, episodio 1x09 (2002)
- The Handler – serie TV, episodio 1x07 (2003)
- George Lopez – serie TV, episodi 2x16-3x10 (2003)
- Il sentiero per Hope Rose (The Trail to Hope Rose), regia di David S. Cass Sr. – film TV (2004)
- Gone But Not Forgotten, regia di Armand Mastroianni – film TV (2005)
- Assassinio al presidio (Murder at the Presidio), regia di John Fasano – film TV (2005)
- Jack & Bobby – serie TV, episodio 1x22 (2005)
- Alien Express, regia di Turi Meyer – film TV (2005)
- Il triangolo delle Bermude (The Triangle) – miniserie TV (2005)
- Laws of Chance – serie TV (2006)
- Law & Order - Unità vittime speciali (Law & Order: Special Victims Unit) – serie TV, episodio 7x19 (2006)
- Aquaman, regia di Greg Beeman – film TV (2006)
- Termination Point, regia di Jason Bourque – film TV (2007)
- Psych – serie TV, episodio 2x03 (2007)
- Backyards & Bullets, regia di Charles McDougall – film TV (2007)
- Lone Rider - La vendetta degli Hattaway (Lone Rider), regia di David S. Cass Sr. – film TV (2008)
- The Beast – serie TV, episodio 1x07 (2009)
- L'amore apre le ali (Love Takes Wing), regia di Lou Diamond Phillips –film TV (2009)
- Carny, regia di Sheldon Wilson – film TV (2009)
- L'ultima conquista (Angel and the Bad Man), regia di Terry Ingram – film TV (2009)
- Numb3rs – serie TV, 9 episodi (2005-2010)
- Chuck – serie TV, episodio 4x15 (2011)
- Stargate Universe (SGU Stargate Universe) – serie TV, 20 episodi (2009-2011)
- Metal Tornado, regia di Gordon Yang – film TV (2011)
- Happily Divorced – serie TV, episodio 1x08 (2011)
- Criminal Behavior, regia di Tim Matheson – film TV (2011)
- The Aquabats! Super Show! – serie TV, episodio 1x03 (2012)
- Southland – serie TV, episodi 4x01-4x10 (2012)
- Cougar Town – serie TV, episodi 2x18-2x20-4x15 (2011-2013)
- Ironside – serie TV, episodio 1x09 (2013)
- Another Period – serie TV, episodio 1x03 (2015)
- Pariah, regia di Rob McElhenney – film TV (2015)
- The Crossroads of History – serie TV, episodio 1x03 (2016)
- The Night Stalker, regia di Megan Griffiths – film TV (2016)
- Hawaii Five-0 – serie TV, episodio 7x14 (2017)
- Training Day – serie TV, episodio 1x10 (2017)
- The Ranch – serie TV, episodi 2x07-2x09-2x10 (2017)
- Un poliziotto e mezzo - Nuova recluta (Cop and a Half: New Recruit), regia di Jonathan A. Rosenbaum – film TV (2017)
- Brooklyn Nine-Nine – serie TV, episodi 5x01-5x02 (2017)
- You're the Worst – serie TV, episodio 4x10 (2017)
- Longmire – serie TV, 63 episodi (2012-2017)
- Graves – serie TV, episodio 2x08 (2017)
- Criminal Minds – serie TV, episodio 13x10 (2018)
- NCIS: New Orleans – serie TV, episodi 4x23-4x24 (2018)
- Golia (Goliath) – serie TV, episodi 2x01-2x03 (2018)
- Conversations in L.A. – serie TV, episodio 3x07 (2019)
- Blue Bloods – serie TV, 4 episodi (2018 - 2020)
- Blindspot – serie TV, episodi 1x07-1x09-5x11 (2015-2020)
- Prodigal Son – serie TV (2019-2021)
- Bull – serie TV, episodio 6x13 (2022)

### Regia
- Dangerous Touch (1994)
- Sioux City (1994)
- L'amore apre le ali (2009)
- Tao of Surfing (2016)

## Doppiatori italiani
Nelle versioni in italiano delle opere in cui ha recitato, Lou Diamond Philips è stato doppiato da:
- Sandro Acerbo in La Bamba, Faccia di rame, Stargate Universe, The 33, Blindspot, Criminal Minds
- Francesco Pannofino in L'ombra del lupo, Boulevard, Bats, Il gioco dell'impiccato, Red Water - Terrore sott'acqua
- Francesco Prando in La forza della volontà, Il coraggio della verità
- Massimo Rossi in Supernova, Bull
- Stefano Benassi in Night Visions, Longmire (st. 4-6)
- Francesco Bulckaen in Resurrection Blvd., Blue Bloods
- Alberto Angrisano in Absolon - Virus mortale, Prodigal Son
- Tony Sansone in Numb3rs, Che - Guerriglia
- Luca Ward in Young Guns - Giovani pistole
- Gianni Bersanetti in Sioux City
- Claudio Moneta ne I racconti della cripta
- Christian Iansante in Preso in trappola
- Stefano Mondini in Bangkok, senza ritorno
- Andrea Ward in Psych
- Enzo Avolio in 24
- Michele Gammino in Crime Party
- Fabrizio Pucci in Law & Order - Unità vittime speciali
- Gaetano Varcasia in Longmire (st. 1-3)
- Stefano Valli in Metal Tornado
- Massimo De Ambrosis ne Il grande colpo
- Antonio Palumbo in NCIS: New Orleans
- Carlo Cosolo in Golia
- Stefano Santerini in Brooklyn Nine-Nine
- Mauro Gravina in Hawaii Five-0
- Oreste Baldini in Hollywood Homicide
- Patrizio Prata ne Il triangolo delle Bermude
- Dario Oppido in Werewolves

Da doppiatore è stato sostituito da:
- Francesco Saverio De Angelis in Call of Duty: Black Ops 6
- Marco Vivio in Firebuds